# 兒童性別不安
兒童性別不安（英語：Gender dysphoria in children），也稱為兒童性別不一致（英語：gender incongruence of childhood），是对因指定性別与性别认同不匹配而遭受严重不满（性別不安）之儿童的正式诊断。《精神疾病診斷與統計手冊》（DSM）一直使用儿童性别认同障碍（GIDC）诊断标签，直到2013年DSM-5发布后才改名为兒童性別不安。该诊断被重新命名，以消除与术语「障礙」相关的污名。同時保留對肯定性別認同的醫療處置措施（如荷爾蒙療法和性別重置手術）的診斷途徑。